# Анна Павлова (фільм)
«Анна Павлова» (рос. «Анна Павлова») — фільм спільного виробництва СРСР, Великої Британії, НДР, Куби та Франції про життя російської балерини Анни Павлової (кіноваріант 1983 р. — дві серії, телефільм 1986 р. — п'ять серій).

## Прем'єра
- 1 серпня 1983 року — СРСР,
- 26 жовтня 1984 року — НДР,
- 10 березня 1985 року — Велика Британія.

## Виробництво
Виробництво фільму здійснювалось на кіностудіях:
- Мосфільм, Sovinfilm (СРСР),
- Poseidon Productions (Велика Британія),
- Cosmos Film (Франція),
- DEFA (НДР),
- ICAIC (Куба).

## Сюжет
Історія життя Анни Павлової — прославленої російської балерини початку XX століття. Про те, як маленька дівчинка мріє стати балериною і її мрії збуваються. Про її самовіддане служінні мистецтву та особисту драму, про її співпрацю з реформаторами балету Фокіним і Ніжинським, Дягілєвим. Анна Павлова померла в Гаазі, у віці 49-ти років. Телеверсія фільму складається з п'яти новел: «Вулиця Россі», «Невмирущий лебідь», «Тюльпани самотності», «Сни про Росію», «Дотик до заходу».

## У ролях
- Галина Бєляєва — Анна Павлова
- Валентина Ганібалова — Анна Павлова в танці
- Ліна Булдакова — Анна Павлова в дитинстві
- Сергій Шакуров — Михайло Фокін
- Всеволод Ларіонов — Сергій Дягілєв
- Ігор Скляр — Сергій Лифар
- Джеймс Фокс — Віктор Д'Андре
- Світлана Тома — мати Анни Павлової
- Наталія Фатєєва — Кшесинська
- Петро Гусєв — Маріус Петіпа
- Анатолій Ромашин — Олександр Миколайович Бенуа
- Світлана Світлична — Маша
- Ігор Дмитрієв — Лев Самойлович Бакст
- Леонід Марков — генерал Безобразов
- Валентина Решетнікова — Катерина, педагог-репетитор
- Георге Дімітріу — Михайло Мордкин
- Рой Кінніара — лондонський садівник
- Еміль Лотяну — режисер у кафешантані
- Мартін Скорсезе — Гатті-Кассаза
- Жак Дебарі — Saint-Saens
- Валерій Бабятинський — Великий Князь
- Ольга Кабо — покоївка, (немає в титрах)

## Знімальна група
- Автор сценарію: Еміль Лотяну
- Режисер: Еміль Лотяну
- Оператор: Євген Гуслінський, Володимир Нахабцев
- Художник: Жанна Мелконян
- Композитор: Євген Дога
- Монтажер: Ірина Колотікова, Олена Галкіна
- Костюми: Ганна Ганевська
- Звук: Олександр Погосян
- Продюсер: Майкл Пауелл

## Премії
- Головний приз за найкращий спільний фільм і приз за значний внесок у кіномистецтво на МКФ в Оксфорді в 1984 році.